# Brianna Throssell
Brianna Throssell (Perth, 10 de febrero de 1996) es una deportista australiana que compite en natación, especialista en el estilo libre.
Participó en tres Juegos Olímpicos de Verano, obteniendo una medalla de oro en París 2024, en la prueba de 4 × 200 m libre, el octavo lugar en Río de Janeiro 2016 y el octavo en Tokio 2020, en la prueba de 200 m mariposa.
Ganó diez medallas en el Campeonato Mundial de Natación entre los años 2019 y 2024, y dos medallas en el Campeonato Mundial de Natación en Piscina Corta, en los años 2012 y 2014.
En 2022 fue condecorada con la Medalla de la Orden de Australia (OAM).

## Palmarés internacional
| Juegos Olímpicos                    | Juegos Olímpicos        | Juegos Olímpicos  | Juegos Olímpicos        |
| Año                                 | Lugar                   | Medalla           | Prueba                  |
| ----------------------------------- | ----------------------- | ----------------- | ----------------------- |
| 2024                                | París (Francia)         | Medalla de oro    | 4 × 200 m libre         |
| Campeonato Mundial                  |                         |                   |                         |
| Año                                 | Lugar                   | Medalla           | Prueba                  |
| 2019                                | Gwangju (Corea del Sur) | Medalla de oro    | 4 × 100 m libre         |
| 2019                                | Gwangju (Corea del Sur) | Medalla de oro    | 4 × 200 m libre         |
| 2022                                | Budapest (Hungría)      | Medalla de plata  | 4 × 100 m estilos       |
| 2023                                | Fukuoka (Japón)         | Medalla de oro    | 4 × 200 m libre         |
| 2024                                | Doha (Catar)            | Medalla de oro    | 4 × 100 m estilos       |
| 2024                                | Doha (Catar)            | Medalla de plata  | 4 × 100 m libre         |
| 2024                                | Doha (Catar)            | Medalla de plata  | 4 × 100 m libre mixto   |
| 2024                                | Doha (Catar)            | Medalla de plata  | 4 × 100 m estilos mixto |
| 2024                                | Doha (Catar)            | Medalla de bronce | 200 m libre             |
| 2024                                | Doha (Catar)            | Medalla de bronce | 4 × 200 m libre         |
| Campeonato Mundial en Piscina Corta |                         |                   |                         |
| Año                                 | Lugar                   | Medalla           | Prueba                  |
| 2012                                | Estambul (Turquía)      | Medalla de plata  | 4 × 100 m libre         |
| 2014                                | Doha (Catar)            | Medalla de bronce | 4 × 200 m libre         |